# Adesmia adrianii
Adesmia adrianii är en ärtväxtart som beskrevs av Maevia Noemi Correa. Adesmia adrianii ingår i släktet Adesmia och familjen ärtväxter. Inga underarter finns listade i Catalogue of Life.